# 하동댐
하동댐은 경상남도 하동군 청암면 중이리에 위치한 대한민국의 댐이다.
섬진강의 지류인 횡천강에 위치하고 있으며 1985년 1월 19일에 착공하여 1993년 11월 20일에 준공하였다. 한국농어촌공사에서 관리하며 농업용수를 공급하기 위한 댐으로 발전 시설은 없다.

## 시설 개요
- 하천명 : 지방2급 하천 횡천강 (섬진강 지류)
- 위치 : 경상남도 하동군 청암면 중이리
- 사업기간 : 1985년 1월 19일 ~ 1993년 11월 20일

### 본댐
- 형식 : 필댐 (죤형)
- 길이 : 496m
- 높이 : 58.6m

### 저수지
- 명칭 : 하동호
- 총저수용량 : 3151만m3
- 저수면적 : 5.85km2

## 이용 현황
- 하동댐은 하동군과 사천시 일대 농경지에 농업 용수를 제공하는 역할을 하고 있으며, 그 외 하동호를 통한 관광자원으로도 이용되고 있다.